# Liechtenstein na Zimowych Igrzyskach Olimpijskich 1984
Liechtenstein na Zimowych Igrzyskach Olimpijskich 1984 reprezentowało ośmioro zawodników. Dwoje spośród nich zdobyło brązowe medale olimpijskie w narciarstwie alpejskim. Byli to: Ursula Konzett i Andreas Wenzel.

## Zdobyte medale
| Medal | Zawodnik       | Dyscyplina            | Konkurencja             | Rezultat    |
| ----- | -------------- | --------------------- | ----------------------- | ----------- |
| Brąz  | Andreas Wenzel | Narciarstwo alpejskie | Slalom gigant mężczyzn  | 2:41,75 min |
| Brąz  | Ursula Konzett | Narciarstwo alpejskie | Slalom specjalny kobiet | 1:37,50 min |

## Kadra

### Narciarstwo alpejskie

#### Mężczyźni
| Zawodnik       | Konkurencja | Konkurencja | Konkurencja               | Konkurencja               | Konkurencja               | Konkurencja               | Konkurencja               | Konkurencja               | Konkurencja               | Konkurencja               |
| Zawodnik       | Zjazd       | Zjazd       | Slalom gigant             | Slalom gigant             | Slalom gigant             | Slalom gigant             | Slalom specjalny          | Slalom specjalny          | Slalom specjalny          | Slalom specjalny          |
| Zawodnik       | Czas        | Pozycja     | Czas 1. przejazdu         | Czas 2. przejazdu         | Czas łączny               | Pozycje                   | Czas 1. przejazdu         | Czas 2. przejazdu         | Czas łączny               | Pozycja                   |
| -------------- | ----------- | ----------- | ------------------------- | ------------------------- | ------------------------- | ------------------------- | ------------------------- | ------------------------- | ------------------------- | ------------------------- |
| Paul Frommelt  |             |             |                           |                           |                           |                           | Dyskwalifikacja           | Nie ukończył konkurencji  | Nie ukończył konkurencji  | Nie ukończył konkurencji  |
| Hubert Hilti   | 1:50,94     | 36.         | Nie ukończył 1. przejazdu | Nie ukończył 1. przejazdu | Nie ukończył 1. przejazdu | Nie ukończył 1. przejazdu |                           |                           |                           |                           |
| Mario Konzett  |             |             | Nie ukończył 1. przejazdu | Nie ukończył 1. przejazdu | Nie ukończył 1. przejazdu | Nie ukończył 1. przejazdu | Nie ukończył 1. przejazdu | Nie ukończył 1. przejazdu | Nie ukończył 1. przejazdu | Nie ukończył 1. przejazdu |
| Günther Marxer | 1:47,43     | 13.         | 1:24,78                   | 1:24,01                   | 2:48,79                   | 23.                       | Nie ukończył 1. przejazdu | Nie ukończył 1. przejazdu | Nie ukończył 1. przejazdu | Nie ukończył 1. przejazdu |
| Andreas Wenzel |             |             | 1:20,64                   | 1:21,11                   | 2:41,75                   | brąz                      | Nie ukończył 1. przejazdu | Nie ukończył 1. przejazdu | Nie ukończył 1. przejazdu | Nie ukończył 1. przejazdu |

#### Kobiety
| Zawodniczka    | Konkurencja | Konkurencja | Konkurencja       | Konkurencja                | Konkurencja                | Konkurencja                | Konkurencja       | Konkurencja                | Konkurencja                | Konkurencja                |
| Zawodniczka    | Zjazd       | Zjazd       | Slalom gigant     | Slalom gigant              | Slalom gigant              | Slalom gigant              | Slalom specjalny  | Slalom specjalny           | Slalom specjalny           | Slalom specjalny           |
| Zawodniczka    | Czas        | Pozycja     | Czas 1. przejazdu | Czas 2. przejazdu          | Czas łączny                | Pozycja                    | Czas 1. przejazdu | Czas 2. przejazdu          | Czas łączny                | Pozycja                    |
| -------------- | ----------- | ----------- | ----------------- | -------------------------- | -------------------------- | -------------------------- | ----------------- | -------------------------- | -------------------------- | -------------------------- |
| Jolanda Kindle | 1:16,69     | 25.         | Dyskwalifikacja   | Nie ukończyła konkurencji  | Nie ukończyła konkurencji  | Nie ukończyła konkurencji  | 53,13             | 53,30                      | 1:46,43                    | 17.                        |
| Ursula Konzett |             |             | 1:10,93           | Nie ukończyła 2. przejazdu | Nie ukończyła 2. przejazdu | Nie ukończyła 2. przejazdu | 48,81             | 48,69                      | 1:37,50                    | brąz                       |
| Petra Wenzel   |             |             | 1:11,26           | 1:13,68                    | 2:24,94                    | 19.                        | 49,80             | Nie ukończyła 2. przejazdu | Nie ukończyła 2. przejazdu | Nie ukończyła 2. przejazdu |

### Biegi narciarskie

#### Mężczyźni
| Zawodnik          | Konkurencja   | czas    | Pozycja |
| ----------------- | ------------- | ------- | ------- |
| Konstantin Ritter | Bieg na 15 km | 45:41,5 | 42.     |

### Saneczkarstwo

#### Mężczyźni
| Zawodnik          | Konkurencja | Ślizg 1 | Ślizg 2 | Ślizg 3 | Ślizg 4 | Łącznie  | Pozycja |
| ----------------- | ----------- | ------- | ------- | ------- | ------- | -------- | ------- |
| Wolfgang Schädler | Jedynki     | 46,815  | 47,019  | 46,654  | 46,509  | 3:06,997 | 11.     |